# 北山大橋

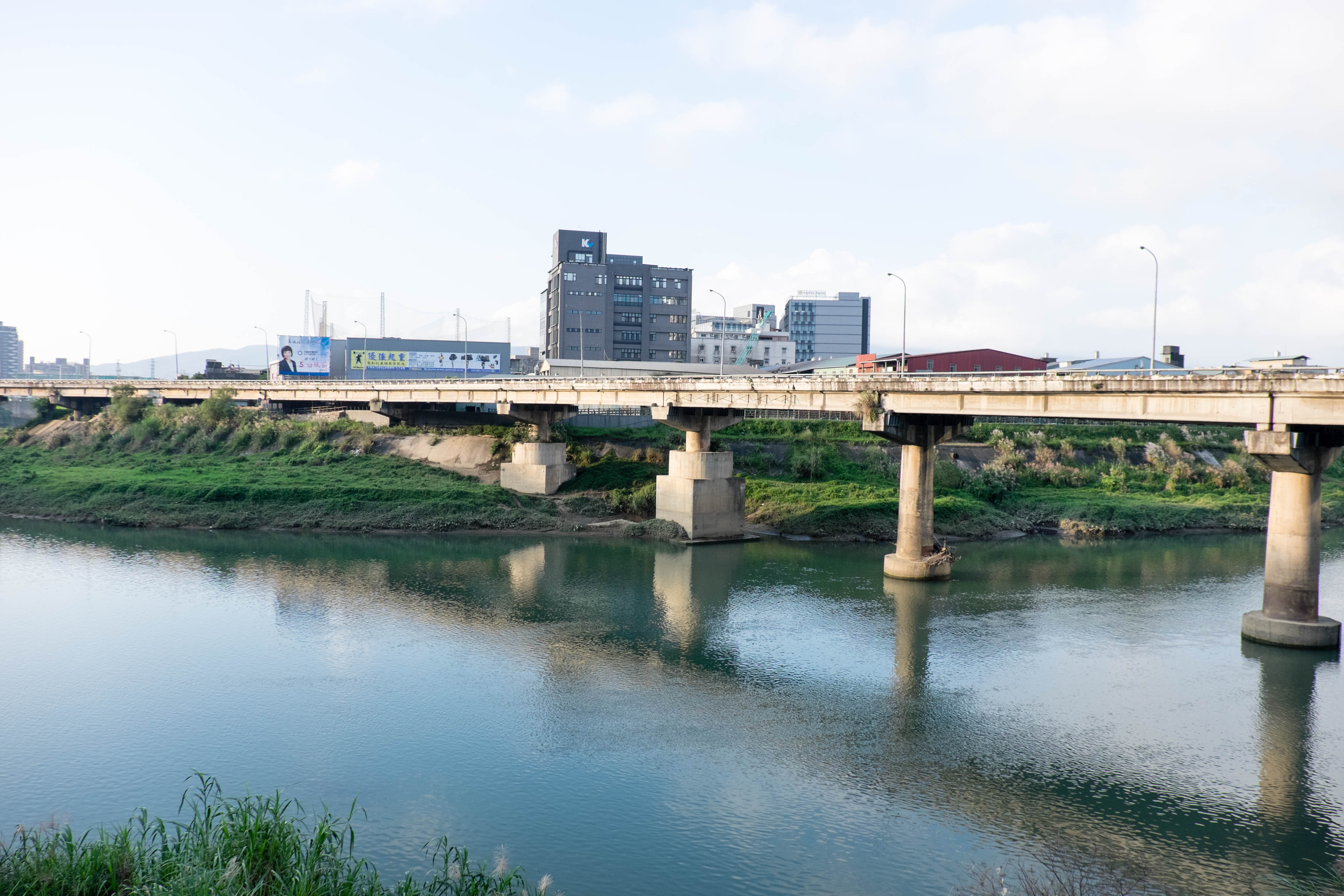
北山大橋東段南側

北山大橋是台灣新北市汐止區大同路一段通往台北市南港區，及銜接環東大道南港聯絡道的一座橋樑。

## 歷史
- 1991年竣工，尚無機車專用道及未銜接南港聯絡道。
- 2005年銜接環東大道南港聯絡道完工。
- 2013年5月拓寬機車道，最小路寬將從原有的 3 公尺加寬到 5 公尺、加大轉彎半徑，道路轉彎半徑將從原有的 25 公尺改為 35 公尺。
- 2020年6月13日起於假日開放機車行駛北山大橋主線道。